# Nycterimorpha commoni
Nycterimorpha commoni är en tvåvingeart som först beskrevs av Paramonov 1953.  Nycterimorpha commoni ingår i släktet Nycterimorpha och familjen Nemestrinidae. Inga underarter finns listade i Catalogue of Life.